# Rexhep Goçi
Rexhep Goçi (né en 1947 à Molliq) est un peintre kosovar.

## Biographie
Son parcours scolaire commence à Junik, il est diplômé de l’école normale de Prizren et ensuite il poursuit avec succès les études de d'art figuratif à Prishtina pour couronner son chemin d’étudiant avec l'obtention du diplôme de l’Académie royale des beaux-arts de Bruxelles.
Il a travaillé en tant que professeur d'art figuratif au Gymnase Xh. Doda à Prishtina et il est devenu président de l'Association des Artistes d'Arts Appliqués.

## Œuvres
Rexhep Goçi est connu par son grand œuvre en la matière de l’éducation dont différents textes scolaires (L’Éducation esthétique, Culture figurative), d'essais, de critiques figuratives, et d’histoire de l'art.
Il est coauteur de la monographie L’Art contemporain du Kosovo mais son chef-d’œuvre est Gjergj Kastrioti- Skenderbeu dans les arts figuratifs.
Dans sa peinture domine l’élément ethnique des siècles qui reflète, métamorphose et symbolise la vie contemporaine : La Reine Teuta, Le pont saint, Skenderbeu, Doruntina en sont la preuve.
Depuis sept ans il vit et travaille aux États-Unis.